# Harald Ahxner
Anders Harald Ahxner, född 17 augusti 1878 i Mollösunds församling i Göteborgs och Bohus län, död 7 april 1952 i Jönköpings Sofia församling i Jönköpings län, var en svensk ingenjör och företagsledare.
Harald Ahxner var son till sjökaptenen H.O. Andersson och Anna Andersson. Efter studier vid Chalmers tekniska läroanstalts (CTL) lägre avdelning 1897–1899 och dess högre avdelning 1900–1903 med inriktningen maskinbyggnation och mekanisk teknik gick han gick ut som civilingenjör.
Han var anställd hos AB Eminent (senare benämnt AB Celcius) i Göteborg 1903–1906 och hos AB A Wiborghs Ingenjörsbyrå & Maskinaffär 1906–1910. Han etablerade Värmeledningsfirman Harald Ahxner 1910, som utökades med filial i Jönköping 1911 och huvudfirman ombildades till AB Harald Ahxner i Stockholm 1934. Han lämnade företaget 1937 och etablerade Jönköpings Rörlednings AB våren 1938. Han var auktoriserad entreprenör för gas-, vatten- och avloppsledningar i Stockholm och Jönköping. Han utförde värme- och sanitetstekniska utredningar samt installationer av värme- och sanitetsanläggningar inom större sjukhus, statliga och kommunala byggnader, järnvägsstationer, fabriker, kaserner och i bostadshus. Han var ledamot av Svenska Teknologföreningen från 1917.
Harald Ahxner var från 1911 till sin död gift med Kerstin Johansson (1882–1974). De fick en adoptivdotter Vivi Ahxner (1912–1984), gift Sundborg. Makarna Ahxner är begravda på Tegnérkyrkogården i Växjö.